# Podocarpus decumbens
Podocarpus decumbens é uma espécie de conífera da família Podocarpaceae.
Apenas pode ser encontrada na Nova Caledónia.
Está ameaçada por perda de habitat.